# Masty (Bělorusko)
Masty (bělorusky Масты, rusky Мосты – Mosty) jsou město v Hrodenské oblasti v Bělorusku. K roku 2017 měly bezmála šestnáct tisíc obyvatel a byly správním střediskem svého rajónu.

## Poloha
Masty leží u ústí Zelvjanky do Němenu v úmoří Baltského moře. Od Hrodny, správního střediska oblasti, jsou vzdáleny přibližně 55 kilometrů jihovýchodně.

## Dějiny
První zmínka o Mastách je z roku 1486. V meziválečném období v letech 1921 až 1939 byly součástí druhé Polské republiky. Městem jsou od roku 1955.